# Zilga

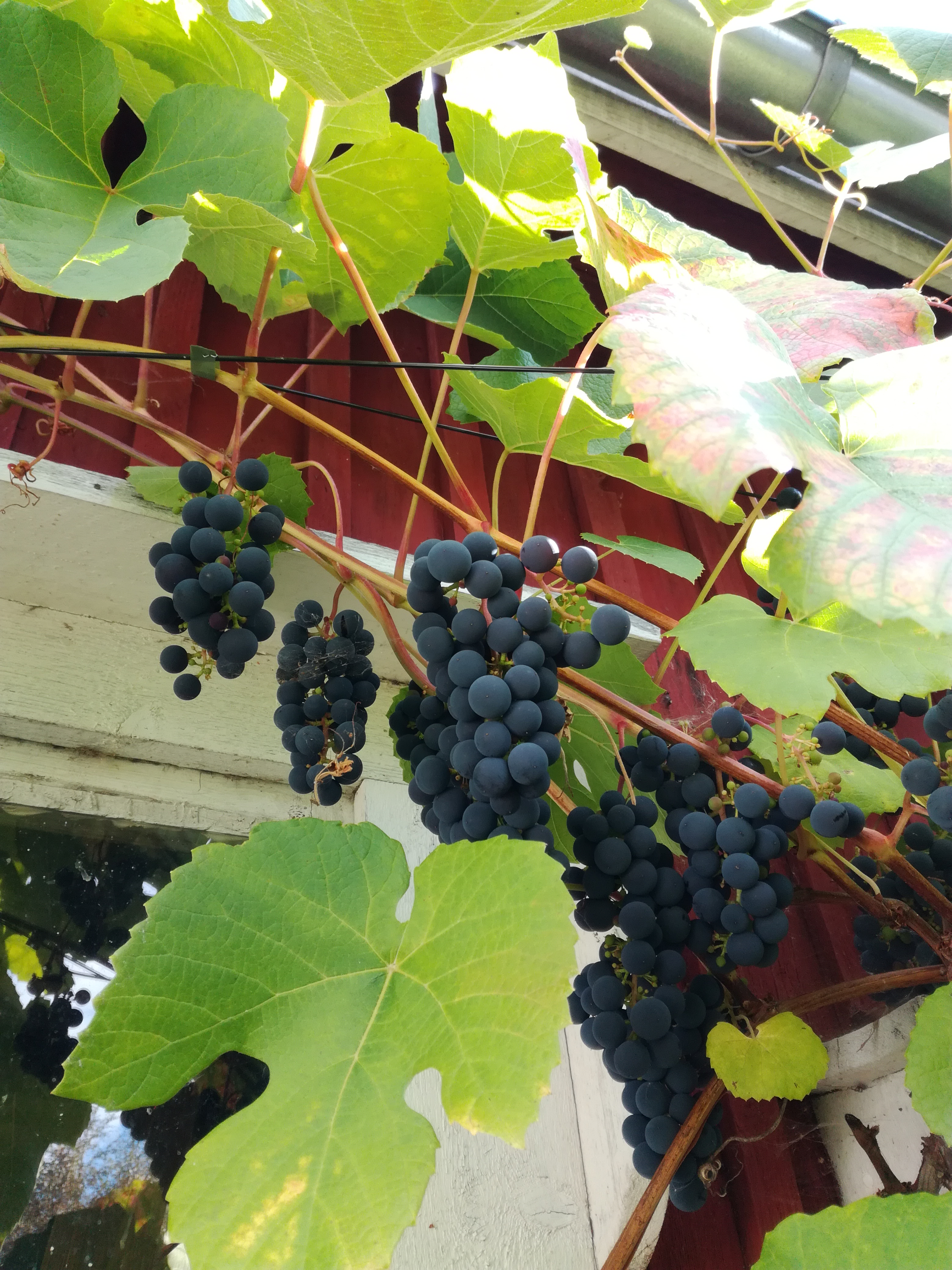
Zilga-vindruvor i Finland

Zilga är en baltisk druva som är känd för att vara en av de allra härdigaste druvsorterna. Den tål ner till 35 minusgrader och är mycket kraftigväxande och rikligt fruktbärande. Sorten är självfertil och ger blå, medelstora druvor med söt, aromrik smak med en förnimmelse av blåbär. Zilga-druvan tillhör Labrusca-gruppen.